# Serce na ulicy
Serce na ulicy – polski film fabularny z 1931 roku w reżyserii Juliusza Gardana na podstawie fragmentu powieści Stefana Kiedrzyńskiego. 

## Opis fabuły
Młoda Rosjanka Nadieżda (Nora Ney) znalazłszy się na bruku warszawskim bez środków do życia, wpadła w sidła szpiega Cwietkowa. Staje się jego powolnym narzędziem. Cwietkow każe jej rozkochać w sobie urzędnika ministerium, Barczyńskiego. Nadieżda pokochała jednak całą siłą swej gwałtownej natury i wzbudziła w nim miłość. Chce go więc uratować, a nie zgubić. I Barczyński pokochał piękną Nadieżdę. Kompromituje żonę, zdradza, a w końcu porzuca... Policja zaskakuje na Pradze zebranie komunistyczne, które odbywało się przy udziale funkcjonariusza poselstwa ościennego państwa oraz odkrywa ciało zamordowanego generała rosyjskiego - emigranta. Prowadzący śledztwo kapitan Kłos każe aresztować Barczyńskiego pod zarzutem udziału w aferze szpiegowskiej. Kiedy bohater zostaje zwolniony, prosi żonę: „Zostań, może się wszystko da naprawić”.

## Obsada
- Nora Ney – Nadieżda
- Zbyszko Sawan – Henryk Barczyński
- Hanka Rozwadowska – Jadwiga Barczyńska
- Kazimierz Junosza-Stępowski – szpieg Cwietkow
- Maria Chaveau –  baronowa Goetke
- Ludwik Fritschke – generał Afanasjew
- Maria Modzelewska
- Mira Wereszczyńska
- Kazimierz Brodzikowski
- Oktawian Kaczanowski
- Aleksander Maniewski
- Henryk Rzętkowski